# Радовичі (Володимирський район)
Радо́вичі — село в Україні, у Павлівській сільській громаді Володимирського району Волинської області. Населення становить 451 особу.

## Історія
З 1545 року власник Радовицький Денис.
У 1906 році село Порицької волості Володимир-Волинського повіту Волинської губернії. Відстань від повітового міста 25 верст, від волості 5. Дворів 74, мешканців 400.
12 червня 2020 року, відповідно до розпорядження Кабінету Міністрів України № 708-р «Про визначення адміністративних центрів та затвердження територій територіальних громад Волинської області», увійшло до складу Павлівської сільської територіальної громади.
19 липня 2020 року, в результаті адміністративно-територіальної реформи та ліквідації  Іваничівського району, село увійшло до новоутвореного Володимир-Волинського району (від 18 липня 2022 Володимирського).

## Населення
Згідно з переписом УРСР 1989 року чисельність наявного населення села становила 454 особи, з яких 215 чоловіків та 239 жінок.
За переписом населення України 2001 року в селі мешкало 449 осіб.

### Мова
Розподіл населення за рідною мовою за даними перепису 2001 року:
| Мова       | Відсоток |
| ---------- | -------- |
| українська | 99,56 %  |
| російська  | 0,44 %   |

## Галерея

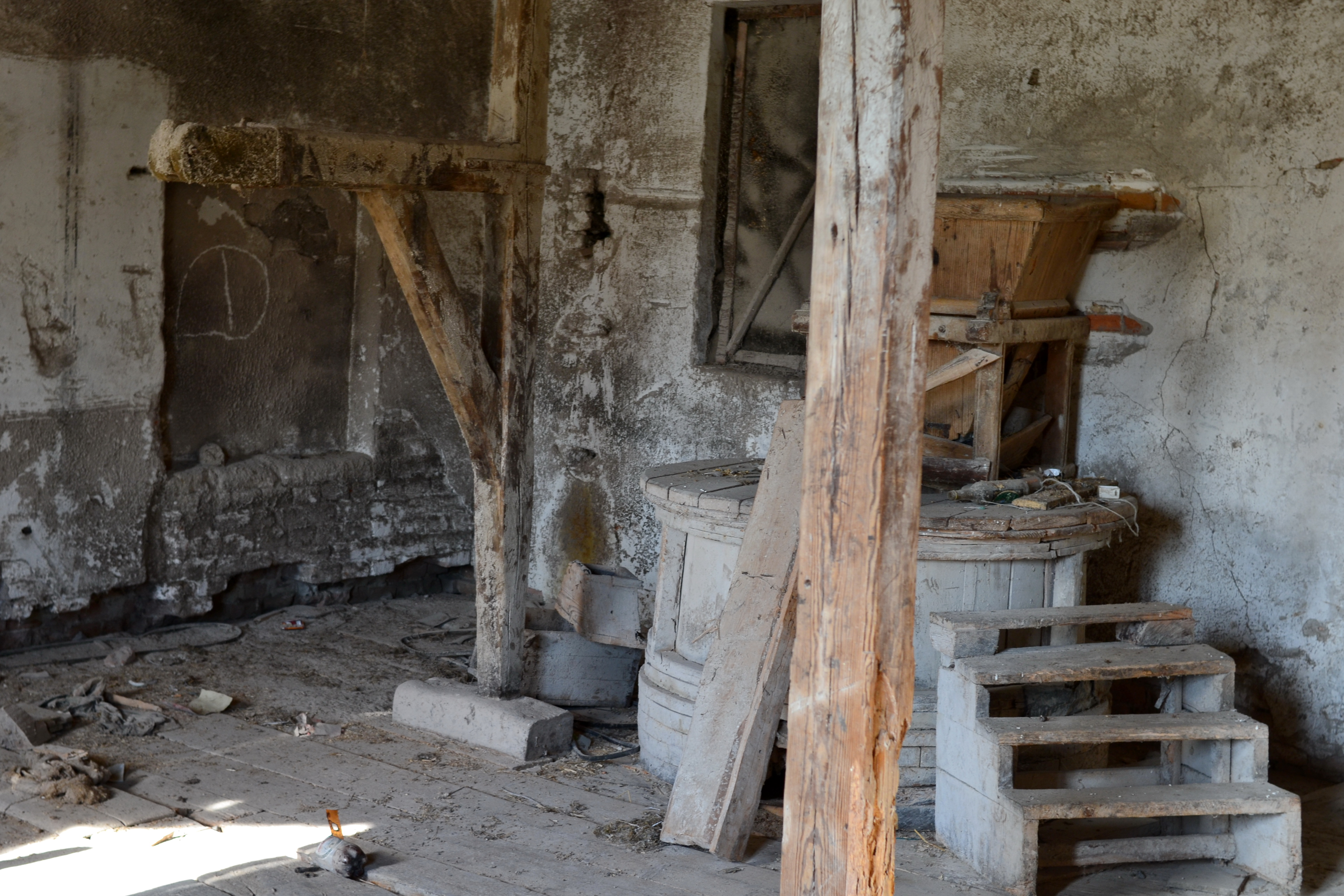
Млин - вигляд всередині
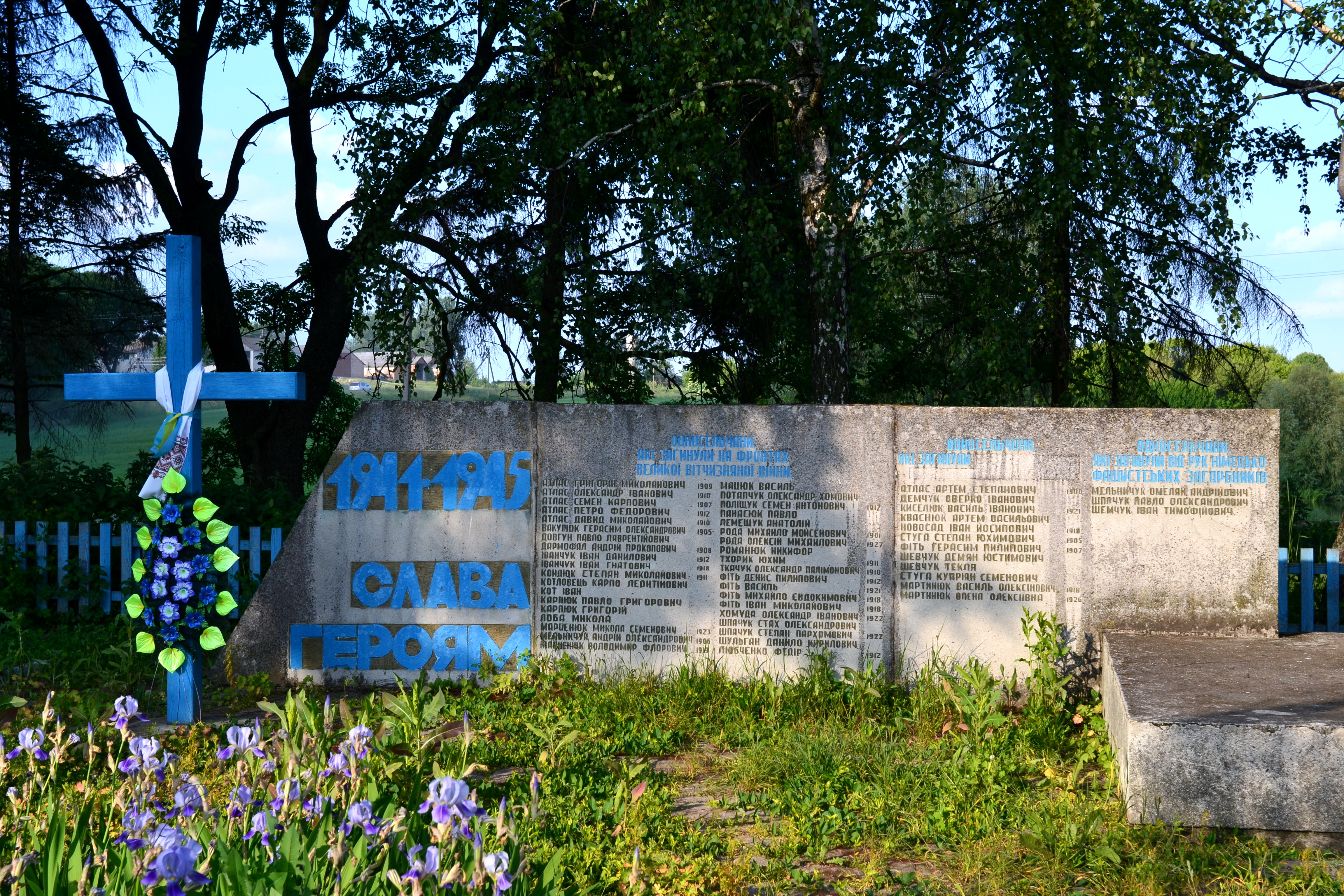
Пам’ятник землякам (1971 рік) - перелік загиблих
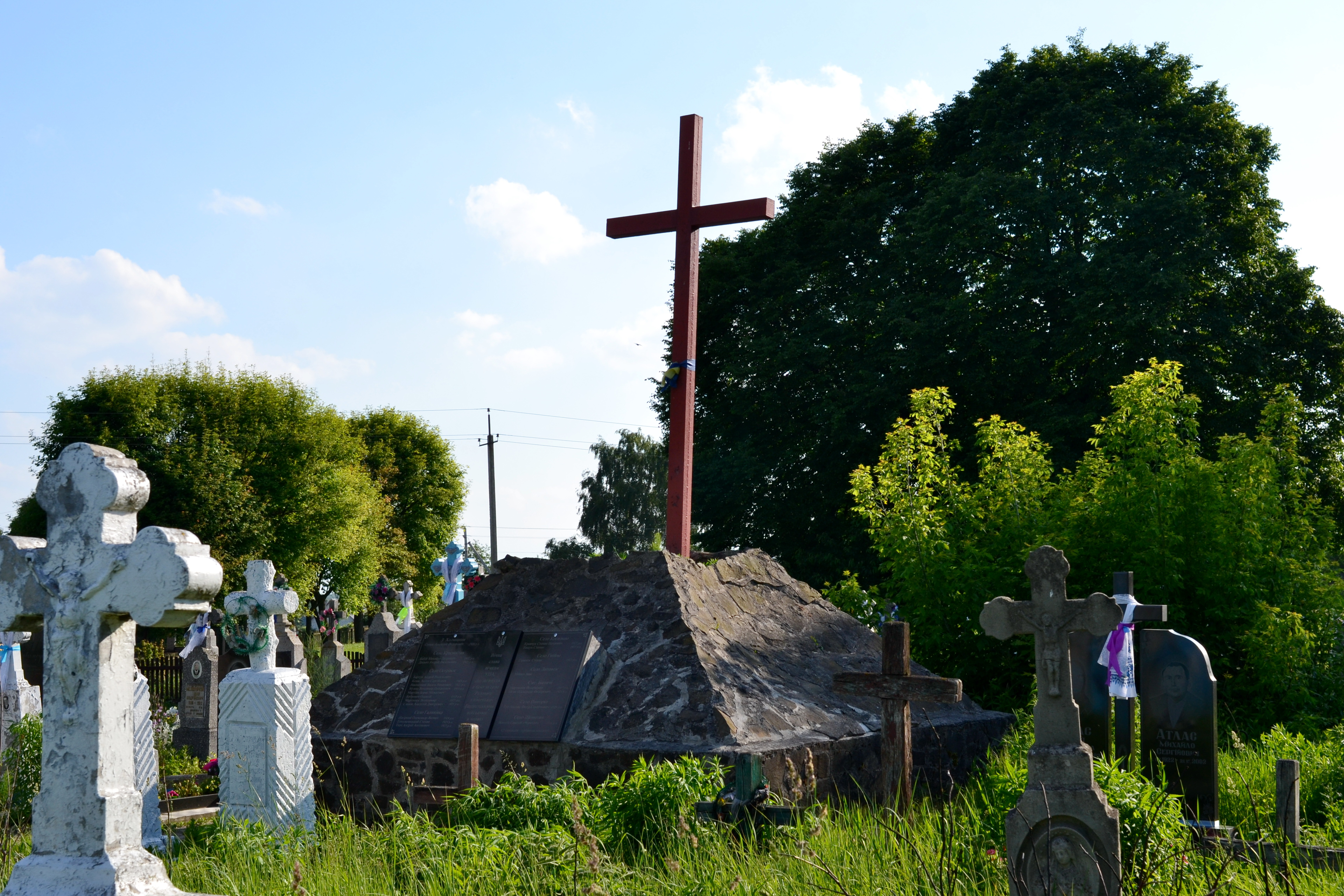
Могила братська 34 воїнів УПА з сотні „Івана” (на кладовищі)